# Tango de la cocaína
El tango de la cocaína és una obra amb text original de Pepe Amich, Amichatis, i música de Joan Viladomat, estrenada al Teatre Victòria de Barcelona el 29 d’octubre de 1926. En diversos llibres es pot trobar amb subtítols com «Sketch guiñolesco en cuatro visiones» o «Guiñol lírico en un acto y cuatro cuadros».

## Context
La industrialització i la urbanització van suposar un èxode rural cap a la ciutat, i les noves formes de treball van crear noves necessitats d’oci. Teatres, cafès, envelats, etc. serien els espais de diversió de la societat a partir de finals del segle xix. La neutralitat espanyola a la Primera Guerra Mundial va permetre l'enriquiment dels empresaris i la creació de tota una indústria de la diversió i de l'entreteniment al Paral·lel de Barcelona. Al centre de la ciutat, en teatres com ara el Tívoli (1919) i el Novetats, s'hi coïa una comèdia dramàtica de costums burgesos que no acabava de quallar amb el públic popular, i era al Paral·lel on es desfermava l'entusiasme amb la concurrència d'espectadors i els gèneres que es representaven en nombrosos teatres. L'àmplia gamma de gèneres teatrals que s'hi oferien incloïa la pantomima, el melodrama (iniciat al Teatre Espanyol l'any 1907), la sarsuela i l'opereta (amb molta presència al Teatre Victòria), el vodevil (ja representat als teatres del Passeig de Gràcia durant el vuit-cents), el sainet i la revista (el moment més àlgid de la qual es va produir durant els anys vint). De forma ben espontània, el Paral·lel es va convertir en una mena de Montmartre a la barcelonina i, fins i tot, va arribar a disposar d'un edifici molt semblant a l'emblemàtic Moulin Rouge d'aquell indret parisenc: el Molino. L’auge del joc, les noves formes de drogoaddicció i la nova prostitució tenien lloc, en bona part, als cafès concert, cabarets o music-halls. El consum de noves substàncies, com l’opi, l’haixix, la cocaïna o la morfina esdevingué una via d'escapament per a la societat de finals del segle xix i les primeres dècades del segle xx. La cocaïna, es va fer especialment present en aquests espais de diversió, i s’afegí al consum habitual de tabac i alcohol. El tango de la cocaína retrata aquesta moda, una moda que trobarem plasmada també en il·lustracions i articles de l’època.

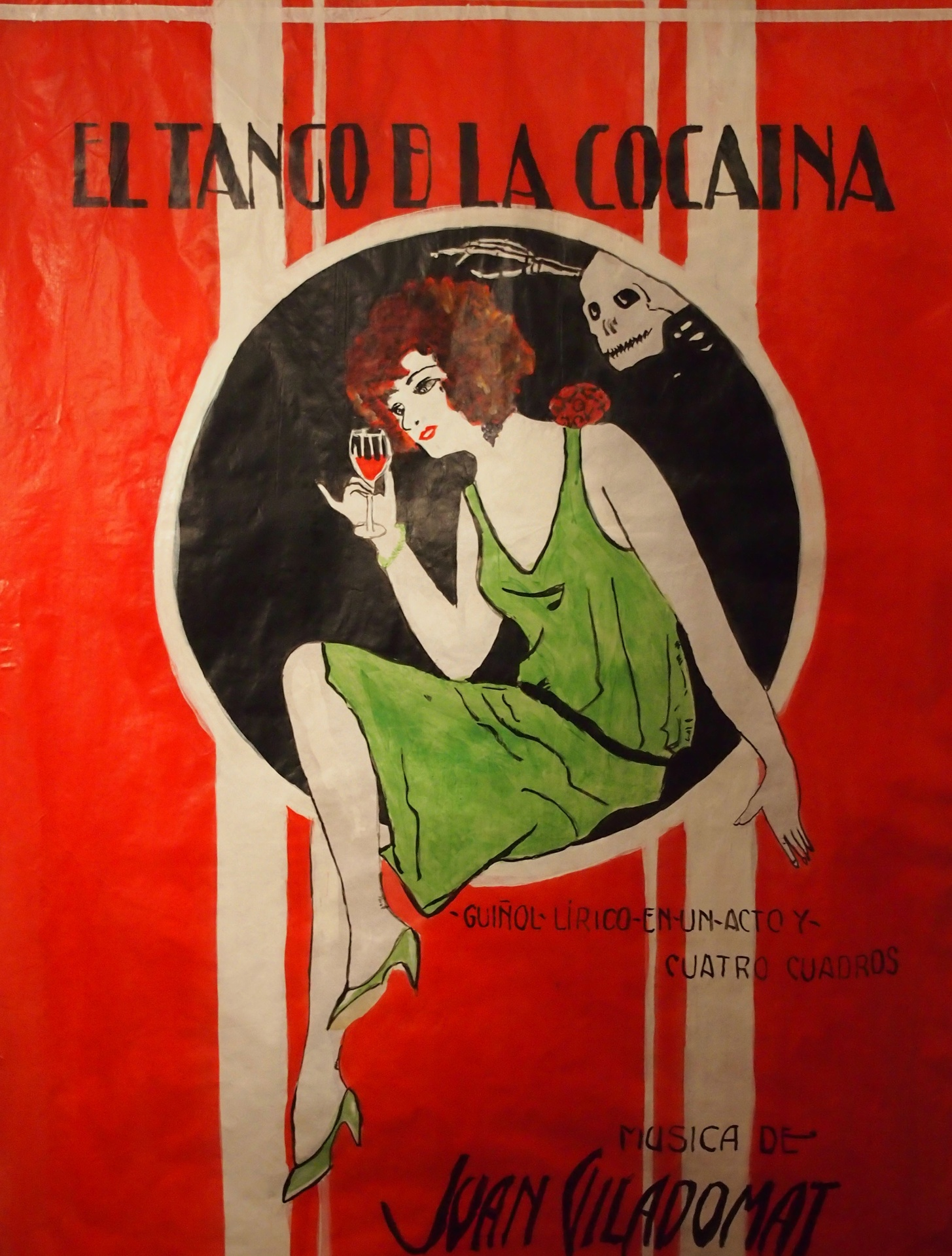
Edició dEl tango de la cocaína de l'editorial Ildefonso Alier de Madrid

## L'obra
Josep Amich i Bert, que firmava com a Amichatis, i conegut en el seu cercle com a Pepe Amich, fou un periodista, escriptor i cineasta que col·laborà en diverses ocasions amb Joan Viladomat com a lletrista. El 8 d’octubre de 1926, Amichatis estrenà al Gran Teatre Espanyol una peça breu, La cocaína. El seu èxit el portà a buscar la complicitat de Joan Viladomat, conegut compositor de tangos i cuplets, per transformar aquell títol en un Guiñol lírico en un acto. Els cantabiles els firmaria G. Alcázar, destacat lletrista que respon al nom de Gerard Coll Jarque. Així, amb els quatre números cantants i els passatges orquestrals afegits, l’obra es presentà finalment al Teatre Victòria, amb la vedet Lolita Arellano i ja amb el títol d’El tango de la cocaína, de la qual se n’arribarien a fer més de cinc-centes funcions. L’obra fou aclamada tant pel públic com per la crítica, de manera que fins i tot al cap de quatre anys, el 1930, es repetí al Teatre Apolo. Jaume Collell, a El músic de l’americana vermella, fa referència a un comentari de l’època que reflecteix aquesta aclamació, en clau humorística:
| « | Una comisión de vecinos de esta ciudad irá a ofrecer al insigne maestro Juan Viladomat la oreja de oro por su último éxito de El tango de la cocaína que lo corean ya hasta en Mesopotamia, ciudad del Norte de África. | » |

Si bé Viladomat és avui més recordat pel ressò que va tenir amb Fumando espero, El tango de la cocaína fou realment el tema que més èxit tingué durant la seva carrera.

### Estructura
Jaume Collell, en la seva biografia de Joan Viladomat, fa un repàs de tota l’obra, número per número: «És una història a dins d’un mosaic d’històries que respon a la clàssica estructura de les varietats»
L’obra s’inicia amb un preludi orquestral, «amb cops d'efecte de regust wagnerià» que és seguit pel so d’una campanada greu, que marca la una de la matinada. En aquest moment apareix el personatge del Noctàmbul, anunciant la mitjanit, moment idoni per consumir cocaïna:
| «                                                        | La cocaína hace soñar, sufrir. Venid. Allá una pecadora nos hará sentir las terribles sensaciones, su sueño de vicio al compás de un tango. | » |
| — Fragment del monòleg del Noctàmbul (Collell 2013: 117) | |   |

Tot seguit es mostra un cabaret –la segona visió– amb els personatges del Noctàmbul, la Cocot de la cocaïna, la Florista, el Juerguista Chic i la Xava amb el Xaró. Aquests dos darrers canten un duet en català –atès que el llibret és bilingüe–, en forma de vals, en el qual el Xaró li promet a la Xava un amor tan incondicional que la fa sospitar. El número següent, totalment diferent, és un xarleston cantat i ballat per un cor de xarlestonistes en castellà. Després d’aquest número de cant i ball, l'escena mostra com la Cocot compra cocaïna a la Florista i, tot seguit, canta el tango que dona nom a l’obra, El tango de la cocaína, que segons el llibret s’ha de cantar en posat lànguid i trist.
| Lletra d'El tango de la cocaína |
| --- |
| «Soy una flor caída del vicio fatal esclava, por el destino vencida. Sola en el mundo, nacida del pecado, un desalmado me hizo mujer. Fue aquel querer el yugo, engendro del mal, pendiente fatal, de mi alma verdugo. Y ya al fin caída, por el fango envilecida para todos soy juguete de placer. Y en la cocaína que otro mundo me ilumina, busco calma para mi alma de mujer. |
| Ella endulzó la hiel de este dolor 'que me hizo cruel.' '¡Cocaína...! Sé que al fin me ha de matar.' 'Me asesina, pero calma mi pesar.' 'Si me deja, todo es sombra en mi vivir.' 'Sé que al fin me ha de matar' 'pero no me hace sufrir.' |
| Con la ilusión perdida ya nada del mundo espero, ni ya me importa la vida. Desvanecida la sombra del pasado y destrozado mi corazón. Busco en el mal. ansiosa la droga encontrar al fin me ha de dar la muerte piadosa. Reina de la orgía, su bendita tiranía poco a poco consumiendo va mi ser. Ella me domina y otro mundo me ilumina, cuando calma busca mi alma de mujer.     |
| Ella endulzó la hiel de este dolor 'que me hizo cruel.' '¡Cocaína...! Sé que al fin me ha de matar.' 'Me asesina, pero calma mi pesar.' 'Si me deja, todo es sombra en mi vivir.' 'Sé que al fin me ha de matar' 'pero no me hace sufrir.»' |

La darrera tornada és seguida per una notícia de diari segons la qual l'endemà serà executat l’apatxe Raúl, un assassí en sèrie que sota els efectes de la droga ha mort les seves cinc amants. La Cocot, en assabentar-se’n, fuig corrents del cabaret cap a la presó per acompanyar el reu en les seves darreres hores. La «Sinfonía carcelaria» dona pas al canvi d'escena i a la tercera visió, amb la Cocot i l’apatxe com a protagonistes, bevent xampany a la cel·la de la presó. L’apatxe s’aboca damunt la Cocot i li agafa el cap amb les mans:
| «                                          | Tienes ojos de mar y de misterio... Tú no has hecho ningún sacrificio por nadie. Hazlo por mí, ¡Dame tus ojos! ¡Dame tu última mirada! | » |
| — Fragment del llibret (Collell 2013: 122) | |   |

Davant la negació de la Cocot, ell agafa unes tisores i li talla els ulls. El criminal dicta la sentència final:
| «                                          | ¡Mírame! Ya no mirarás a otro hombre. Ya no verás el cielo ni la tierra. Eres mía. ¡Grita! ¡Grita! Por mi amor, por tu placer... Bésame, bésame... | » |
| — Fragment del llibret (Collell 2013: 122) | |   |

Finalment, l’última visió torna al cabaret, on els personatges van cridant «es la cocaína, es la cocaína», per justificar l’acte que s’acaba de presenciar. La Cocot, encara mig marejada, reprèn la tornada del tango:
¡Cocaína...! Sé que al fin me ha de matar.
Me asesina, pero calma mi pesar.
Si me deja, todo es sombra en mi vivir.
Sé que al fin me ha de matar
pero no me hace sufrir.